# Șîroke, Vasîlivka
Șîroke (în ucraineană Широке) este localitatea de reședință a comunei Șîroke din raionul Vasîlivka, regiunea Zaporijjea, Ucraina.

## Demografie
Componența lingvistică a localității Șîroke
     Ucraineană (91,47%)
     Rusă (8,53%)
Conform recensământului din 2001, majoritatea populației localității Șîroke era vorbitoare de ucraineană (91,47%), existând în minoritate și vorbitori de rusă (8,53%).